# Rettungsmedaille (Baden-Württemberg)

Die Rettungsmedaille des Landes Baden-Württemberg

Die Rettungsmedaille des Landes Baden-Württemberg wurde am 11. März 1953, einen Tag nach ihrer offiziellen Verlautbarung, per Stiftungsbeschluss durch das Kabinett Maier unter dem damaligen Ministerpräsidenten Reinhold Maier wieder neu gestiftet, nachdem bis zum 8. Mai 1945, reichseinheitlich nur die Rettungsmedaille (1933) verliehen worden war. Sie ist seitdem eine staatliche Anerkennung für Rettungstaten auf dem Landesgebiet von Baden-Württemberg.

## Erster Bekanntmachung
Der erste, noch sehr zaghafte Beschluss über die Wiedereinführung einer Rettungsmedaille für das Land Baden-Württemberg  vom 10. März 1953 regelte im Wesentlichen nur, dass die Medaille selbst sowie eine Ehrenurkunde und eine öffentliche Belobigung für die Errettung von Menschenleben verliehen werden können. Somit wurde, wie in fast allen anderen Bundesländern, eine Dreistufigkeit für Rettungstaten geschaffen, welche folgende „Abstufungen“ umfasst:
- die Rettungsmedaille (am Bande),
- die Ehrenurkunde sowie
- die öffentliche Belobigung/Anerkennung.

Neben den drei erwähnten staatlichen Auszeichnungen kann für alle drei Varianten eine Geldbelohnung gewährt werden.

## Zweite Bekanntmachung
Die zweite Bekanntmachung für die Rettung von Menschen aus Lebensgefahr datiert vom 17. März 1970 und ist, im Gegensatz zu ihrem Vorgänger, sehr detaillierter hinsichtlich des Verleihungsprozederes.

### Verleihungsgrundsätze
- 1. Rettungsmedaille: Die Rettungsmedaille kann an alle Personen verliehen werden, die unter besonders schwierigen, mit Gefahr für das eigene Leben verbundenen Umständen, Menschen aus Lebensgefahr gerettet haben. Die Rettungsmedaille kann dabei nur einmal an ein und dieselbe Person verliehen werden.[2] Hat der Retter in Ausübung der Rettungstat sein Leben verloren, so kann ihm die Rettungsmedaille postum verliehen werden.[3]

- 2. Ehrenurkunde: Die Ehrenurkunde wird hingegen erteilt, wenn sich der Retter, bei der zugrundeliegenden Rettungstat nur in erheblicher eigener Lebensgefahr befunden hat.[4] Die Tatbestandsvoraussetzungen der Merkmale besonders schwierig müssen hierbei nicht erfüllt sein.

Beide Ehrungen, die der Rettungsmedaille oder der Ehrenurkunde, setzen voraus, dass der Retter die Rettungstat im Wesentlichen (also zu größten Teilen) selbstständig durchgeführt hat und er der Auszeichnung im Übrigen würdig ist.
3. Öffentliche Belobigung: Die öffentliche Belobigung bzw. die öffentliche Anerkennung  wird in den Fällen ausgesprochen, wenn der Retter die Voraussetzungen für die Auszeichnung der Rettungsmedaille oder der Ehrenurkunde nicht erfüllt hat oder erfüllen konnte. Dies trifft auch auf den Fall zu, dass der Retter bei der Rettungstat zwar unter besonders schwierigen Bedingungen gehandelt hat, aber ohne in unmittelbare Gefahr für das eigene Leben zu schweben oder die Rettungstat selber ohne Erfolg geblieben ist.
Neben den drei erwähnten Ehrungen kann zusätzlich eine Ehrengabe (Geldbetrag) bewilligt werden. Jugendliche Retter, die das 18. Lebensjahr noch nicht vollendet haben, erhalten neben der Ehrung noch zusätzlich ein Sachgeschenk. Ebenso kann ein Ausgleich für infolge der Rettungstat erlittene erhebliche Sachschäden gewährt werden. Über alle genannten Ehrungen entscheidet der Ministerpräsident auf Vorschlag des Innenministeriums.

### Form, Beschaffenheit und Trageweise der Rettungsmedaille
Die in Silber gefertigte Rettungsmedaille zeigt auf ihrer Vorderseite mittig das erhaben geprägte Landeswappen von Baden-Württemberg. Darunter befinden sich zwei Eichenlaubblätter. Über den Landeswappen ist die Inschrift: BADEN / WÜRTTEMBERG erhaben geprägt worden. Die Rückseite zeigt einen geschlossenen Eichenlaubkranz und die mittige 4-zeilige Inschrift: FÜR / RETTUNG / AUS / GEFAHR. Getragen wird die Rettungsmedaille an einem orangefarbenen breiten Ordensband, das beidseitig von einem schmalen weißen Streifen durchzogen ist an der linken Brustseite. Sie lehnt sich damit an ihr ursprüngliches Muster, der Preußischen Rettungsmedaille von 1833, an.

### Verleihungsausschluss/Ausnahmen
Die Rettungs- oder Erinnerungsmedaille wird nicht an Personen verliehen, denen von dienstlichen oder beruflichen Gründen der Schutz des Lebens anderer anvertraut worden ist und diese bei der Rettungstat nur ihre dienstlichen oder beruflichen Pflichten ausgeübt haben. Von diesem Grundsatz kann jedoch abgewichen werden, wenn der Retter bei der Rettungstat die ihm obliegende Pflichterfüllung erheblich überschritten hat. Eine Ehrung kommt nicht in Betracht, wenn der Retter wegen eines Verbrechens oder Vergehens der Auszeichnung unwürdig erscheint. Im Übrigen kann eine Rettungstat außerhalb des Landes Baden-Württemberg nur geehrt werden, wenn der Retter keine Ehrung durch das andere betreffende Bundesland erfahren hat. (Verbot einer Doppelverleihung)

### Verleihungsverfahren

#### Antrag und Ermittlung
Für jede einzelne Rettungstat, für die eine Auszeichnung in Betracht kommt, ermittelt das Bürgermeisteramt im Land Baden-Württemberg von Amts wegen, auf dessen Gemeindegebiet die Rettungstat erfolgte. Dabei stellt sie den Sachverhalt im Benehmen mit dem Bürgermeisteramt des Hauptwohnsitzes des Retters klar und berichtet anschließend dem Innenministerium vom Ergebnis der Ermittlungen. Dazu ist ein Antrag zu fertigen. Ist die Rettungstat nicht in Baden-Württemberg durchgeführt worden, so ermittelt und berichtet das Bürgermeisteramt der Gemeinde, in der die Gerettete Person ihren Hauptwohnsitz hat. Im Übrigen brauchen keinen Ermittlungen von Amts wegen eingeleitet zu werden, wenn die Rettungstat länger als zwei Jahre zurückliegt.

#### Inhalt des Antrags
Das Ergebnis der Ermittlungen ist in einem schriftlichen Bericht durch das Bürgermeisteramt festzuhalten. Dieser muss folgende Angaben enthalten:
- Vor- und Zuname, Geburtstag und -ort, Anschrift und Beruf des Lebensretters
- Vor- und Zuname, Geburtstag und -ort, Anschrift des Geretteten
- genaue Darstellung der Rettungstat mit Feststellung, weshalb Lebensgefahr bei der Rettung bestanden hat und welche schwierigen Umstände vorlagen (z. B. Dunkelheit, Kälte, Ortsunkenntnis, Alter, Körperbeschaffenheit und Gesundheitszustand der beteiligten Personen)
- evtl. Niederschriften polizeilicher, staatsanwaltschaftlicher oder anderer Vernehmungen (wie Feuerwehr) sind dem Bericht beizulegen, wenn diese durch die Einzelfallprüfung durch das Innenministerium im Zuge der Ermittlungen angefordert worden sind
- evtl. Schadensschätzungen für einen möglichen Schadensausgleich, den der Retter in Ausübung der Rettungstat erlitten hat
- Angaben, ob der Retter bereits im Besitz einer Auszeichnung für Lebensrettung ist bzw. ob so eine Ehrung von anderen Stellen zu erwarten ist
- Umstände, die für die Beurteilung der Persönlichkeit des Retters von Bedeutung sind
- Empfehlung über die Art der Ehrung

#### Aushändigung
Die Rettungsmedaille sowie die Urkunde über eine öffentliche Anerkennung werden dem Retter durch den Bürgermeister bzw. Oberbürgermeister des Hauptwohnortes ausgehändigt, wobei das Staatsministerium des Innern im Einzelfall eine abweichende Regelung treffen kann. Die Urkunde ist dabei vom Ministerpräsidenten unterzeichnet. Die Ehrung wird sodann öffentlich mit Einverständnis der geehrten Person im Staatsanzeiger und im Hauptwohnort des Retters bekannt gemacht.